# کاتن‌بروک
کاتن‌بروک (به هلندی: Cattenbroek) یک روستا در هلند است که در مونت‌فورت واقع شده‌است. کاتن‌بروک ۸۰ نفر جمعیت دارد.